# Zolotarewskya robusta
Zolotarewskya robusta är en stekelart som beskrevs av Yang 1996. Zolotarewskya robusta ingår i släktet Zolotarewskya och familjen puppglanssteklar. Inga underarter finns listade i Catalogue of Life.